# Tentpegging

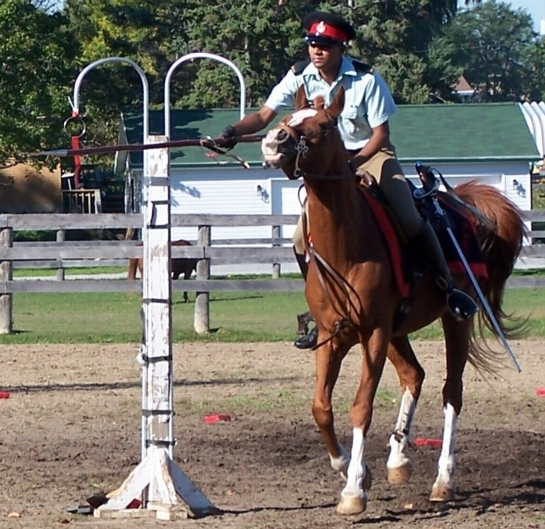
Een cavalerist van de Canadese bereden eenheden oefent tentpegging in de discipline ringsteken

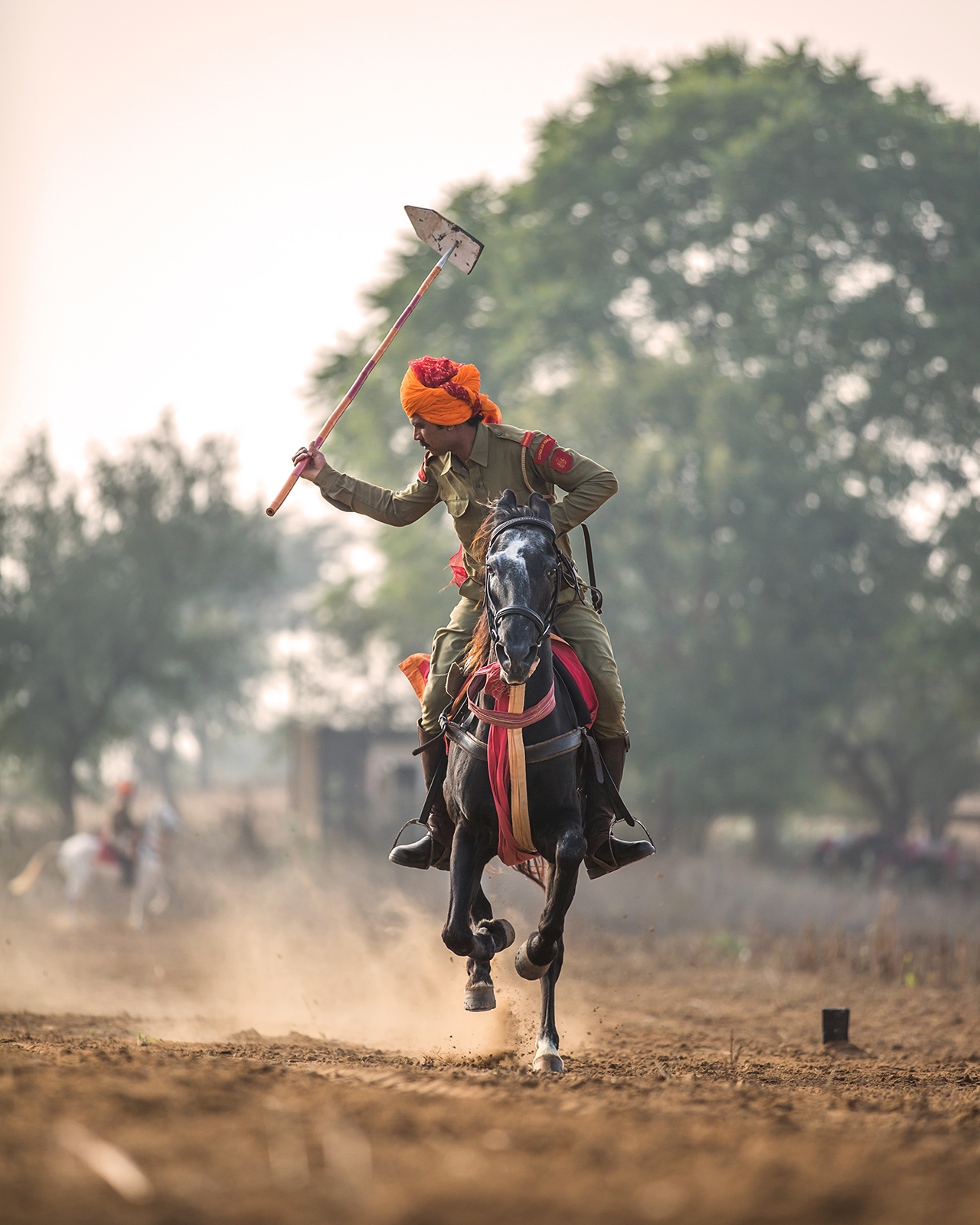
Tentpegging in India

Tentpegging is een vorm van bereden wapenvaardigheid. Bereden wapenvaardigheid als sport bestaat in Engeland sinds de negentiende eeuw en wordt daarbuiten vooral bedreven in landen waar de Engelsen ooit de macht in handen hadden, waaronder Australië, Canada, India, Israël, Nieuw-Zeeland en Zuid-Afrika.
De sport kent twee onderdelen: Mounted Skill-at-Arms en Tentpegging. Bij beide onderdelen verzamelt de ruiter punten door enige (vaste) doelen te raken en daarbij de juiste stijl in acht te nemen. Bij Mounted Skill-at-Arms moet de ruiter een parcours rijden en alle wapens gebruiken (sabel, lans en revolver), waarbij hij zijn paard ook over enkele hindernissen moet laten springen. Bij Tentpegging rijden één of meerdere ruiters parallel aan elkaar of achter elkaar over een rechte lijn waarbij ze met de sabel of de lans kleine, staande objecten vergelijkbaar met tentharingen (Eng: tentpegs), in de grond moeten raken.

## Historie
Het gebruik van het paard in het leger kent een lange historie. De geschiedenis van de mensheid zou er zonder het paard volstrekt anders hebben uitgezien, maar tegenwoordig speelt het paard geen rol meer in de moderne oorlogsvoering. Gebleven zijn evenwel de bereden eenheden met hun bijzondere tradities, die in de ruitersport voortleven door wedstrijden in de beoefening van vaardigheden met sabel, lans en revolver in het zadel. Van oudsher werden cavaleristen van alle legers te paard geoefend in de individuele vaardigheden met hun wapens. Engelsen noemden dat mounted skill at arms en Fransen course de tête. Sluitstuk van de individuele opleiding van de militaire ruiter was het te paard afleggen van een parcours, waarbij hindernissen moesten worden genomen, strozakken moesten worden doorstoken en op staken geplaatste meloenen (de têtes) of sinaasappels moesten worden gekliefd of doorschoten, alles in (bij voorkeur ren-)galop. 

## Internationaal
Een onderdeel dat vooral populair was in het voormalige British Empire was 'Tentpegging'. In rengalop werden met de lans houten tentharingen (tentpegs) uit de grond gewipt en meegevoerd. Hiervan werden echte regimentswedstrijden gemaakt en deze sportieve traditie heeft zich tot op de huidige dag gehandhaafd in Groot-Brittannië en haar voormalige koloniën, maar tegenwoordig ook daarbuiten, zoals in Duitsland, Nederland en Noorwegen, door verenigingen die samen met Groot-Brittannië deel uitmaken van de European Tentpegging Association (ETPA). In deze landen worden wedstrijden georganiseerd in Tentpegging (steken met sabel en lans) en Mounted Skill-at-Arms (tevens houwen met sabel en schieten) die grote belangstelling genieten van ruiters uit de krijgsmacht, de politie en de burgerij.